# Liga Venezolana de Béisbol Profesional 2021-22
La temporada 2021-22 de la Liga Venezolana de Béisbol Profesional, fue la edición número 77 de la LVBP, comenzó el 23 de octubre de 2021 con la visita de los Tiburones de La Guaira a los Caribes de Anzoátegui, campeones de la edición anterior. El resto de los partidos inaugurales tuvieron lugar para disputarse en la misma fecha. Un total de ocho (8) equipos participaron en esta competición que fue realizada con éxito y finalizó el 25 de enero de 2022.
El campeonato fue dedicado a la memoria de Luis Ávila, quien el pasado 5 de agosto, falleció a los 76 años de edad; en la ciudad de Miami, en los Estados Unidos, y quien en vida fuera el presidente de los Leones del Caracas desde el año 2007 hasta su fallecimiento. Esta edición de la LVBP también llevó el nombre de “Bicentenario de la Batalla de Carabobo”.
La temporada regular se disputó desde el 23 de octubre hasta el 23 de diciembre. El Round Robin se desarrolló entre el 26 de diciembre de 2021 al 16 de enero de 2022. La serie final se realizó entre el 18 y 25 de enero.
Por tercera ocasión, Navegantes del Magallanes y Caribes de Anzoátegui se vieron las caras en una Serie Final, siendo ésta la número veintiuno (21) en la historia de la LVBP que llega y termina en siete (7) desafíos, y en donde finalmente los Navegantes vencieron a los Caribes 4 - 3 para de esta manera obtener su decimotercer campeonato y el derecho de representar a Venezuela en la Serie del Caribe 2022, con sede en la ciudad de Santo Domingo, en la República Dominicana.

## Equipos participantes
| Liga Venezolana de Béisbol Profesional 2021-22 |           |                 |                            |                                    |           |
| Equipo                                         | Fundación | Mánager         | Ciudad                     | Estadio                            | Capacidad |
| Águilas del Zulia                              | 1969      | Marco Davalillo | Maracaibo, Zulia           | Estadio Luis Aparicio El Grande    | 25,000    |
| Bravos de Margarita                            | 2007      | David Davalillo | Porlamar, Nueva Esparta    | Estadio Jorge Luis García Carneiro | 14,300    |
| Cardenales de Lara                             | 1942      | Carlos Mendoza  | Barquisimeto, Lara         | Estadio Antonio Herrera Gutiérrez  | 20,450    |
| Caribes de Anzoátegui                          | 1987      | Mike Álvarez    | Puerto La Cruz, Anzoátegui | Estadio Alfonso "Chico" Carrasquel | 18,000    |
| Leones del Caracas                             | 1942      | José Alguacil   | Caracas, Distrito Capital  | Estadio Universitario              | 20,723    |
| Navegantes del Magallanes                      | 1917      | Wilfredo Romero | Valencia, Carabobo         | Estadio José Bernardo Pérez        | 16,000    |
| Tiburones de La Guaira                         | 1962      | Jackson Melián  | La Guaira, La Guaira       | Estadio Universitario              | 20,723    |
| Tigres de Aragua                               | 1965      | Aarom Baldiris  | Maracay, Aragua            | Estadio José Pérez Colmenares      | 12,450    |

## Temporada regular
Durante la temporada regular, fueron disputados ciento noventa y seis (196) partidos, a razón de cuarenta y nueve (49) juegos para cada uno de los ocho (8) equipos, y se hizo de la siguiente manera: siete (7) juegos con cada equipo, constando de cuatro (4) partidos como home club y tres (3) como visitantes. Esta modalidad será revertida en la próxima edición.
Los equipos de Bravos y Tigres disputaron el partido extra en Maracay —ya que los Tigres le ganaron la serie particular a los Bravos— por el pase al Round Robin el 23 de diciembre, tras haber quedado igualados en la temporada regular con 25 triunfos y 24 reveses al igual que los Caribes, pero éstos ya están clasificados dado que obtuvieron las 25 victorias en menor cantidad de juegos y según las condiciones actuales de la LVBP.
Finalizada la ronda eliminatoria, entraron a la fase semifinal los cinco (5) equipos que obtuvieron el mejor récord de victorias y derrotas.

### Posiciones
Actualizado al 23 de diciembre de 2021.
| Temporada regular         | Temporada regular | Temporada regular | Temporada regular | Temporada regular | Temporada regular | Temporada regular | Temporada regular | Temporada regular | Temporada regular | Temporada regular | Temporada regular | Temporada regular | Temporada regular |
| Equipo                    | JJ                | JG                | JP                | Ave.              | Dif.              | Racha             | Últ. 10           | Local             | Visita            | CA                | CP                | Dif.              |                   |
| ------------------------- | ----------------- | ----------------- | ----------------- | ----------------- | ----------------- | ----------------- | ----------------- | ----------------- | ----------------- | ----------------- | ----------------- | ----------------- | ----------------- |
| Navegantes del Magallanes | 49                | 32                | 17                | .653              | -                 | G2                | 6 - 4             | 16 - 9            | 16 - 8            | 298               | 271               | 27                |                   |
| Cardenales de Lara        | 49                | 28                | 21                | .571              | 4                 | P2                | 5 - 5             | 13 - 12           | 15 - 9            | 287               | 204               | 83                |                   |
| Leones del Caracas        | 49                | 26                | 23                | .531              | 6                 | P3                | 4 - 6             | 12 - 12           | 14 - 11           | 288               | 279               | 9                 |                   |
| Tigres de Aragua          | 50                | 26                | 24                | .520              | 6.5               | G5                | 6 - 4             | 11 - 14           | 15 - 10           | 278               | 312               | -34               |                   |
| Caribes de Anzoátegui     | 49                | 25                | 24                | .510              | 7                 | P2                | 7 - 3             | 13 - 12           | 12 - 12           | 313               | 288               | 25                |                   |
| Bravos de Margarita       | 50                | 25                | 25                | .500              | 7.5               | P1                | 5 - 5             | 13 - 11           | 12 - 14           | 286               | 282               | 4                 |                   |
| Águilas del Zulia         | 49                | 20                | 29                | .408              | 12                | G3                | 6 - 4             | 11 - 13           | 9 - 16            | 261               | 283               | -22               |                   |
| Tiburones de La Guaira    | 49                | 15                | 34                | .306              | 17                | P4                | 2 - 8             | 7 - 18            | 8 - 16            | 234               | 326               | -92               |                   |

|  |                                         |
|  | (*) Clasificados al Todos contra Todos. |

|  |                                           |
|  | (+) Eliminados de la Temporada 2021-2022. |

### Calendario
| Bravos de Margarita       | 2-3 | Cardenales de Lara        | Antonio Herrera Gutiérrez  | 23 de octubre | 02:00pm | IVC        |
| Leones del Caracas        | 7-3 | Tigres de Aragua          | José Pérez Colmenares      | 23 de octubre | 05:00pm | TLT        |
| Águilas del Zulia         | 8-9 | Navegantes del Magallanes | José Bernardo Pérez        | 23 de octubre | 05:35pm | SimpleTV   |
| Tiburones de La Guaira    | 3-8 | Caribes de Anzoátegui     | Alfonso Carrasquel         | 23 de octubre | 06:00pm | ByM Sports |
| Tigres de Aragua          | 6-2 | Leones del Caracas        | Universitario de Caracas   | 24 de octubre | 01:00pm | TLT        |
| Águilas del Zulia         | 3-9 | Cardenales de Lara        | Antonio Herrera Gutiérrez  | 24 de octubre | 01:30pm | IVC        |
| Navegantes del Magallanes | 7-8 | Bravos de Margarita       | Jorge Luis García Carneiro | 24 de octubre | 05:00pm | TLT        |
| Tiburones de La Guaira    | 7-4 | Caribes de Anzoátegui     | Alfonso Carrasquel         | 24 de octubre | 06:06pm | SimpleTV   |

| Leones del Caracas        | 6-4                        | Navegantes del Magallanes | José Bernardo Pérez        | 25 de octubre | 06:06pm | IVC Networks SimpleTV |
| Leones del Caracas        | 13-7                       | Bravos de Margarita       | Jorge Luis García Carneiro | 26 de octubre | 06:00pm | SimpleTV              |
| Cardenales de Lara        | 9-0                        | Tiburones de La Guaira    | Universitario de Caracas   | 26 de octubre | 06:00pm | TLT                   |
| Tigres de Aragua          | 2-1                        | Águilas del Zulia         | Luis Aparicio              | 26 de octubre | 06:00pm | ByM Sports            |
| Tigres de Aragua          | 2-9                        | Águilas del Zulia         | Luis Aparicio              | 27 de octubre | 06:00pm | ByM Sports            |
| Cardenales de Lara        | Terminó 3-1 por la lluvia. | Leones del Caracas        | Universitario de Caracas   | 28 de octubre | 06:00pm | IVC                   |
| Tiburones de La Guaira    | 3-4                        | Navegantes del Magallanes | José Bernardo Pérez        | 28 de octubre | 06:00pm | TLT                   |
| Tigres de Aragua          | 2-6                        | Águilas del Zulia         | Luis Aparicio              | 28 de octubre | 06:00pm | ByM Sports            |
| Caribes de Anzoátegui     | 2-7                        | Bravos de Margarita       | Jorge Luis García Carneiro | 28 de octubre | 06:06pm | SimpleTV              |
| Leones del Caracas        | 10-7                       | Caribes de Anzoátegui     | Alfonso Carrasquel         | 29 de octubre | 06:00pm | ByM Sports            |
| Águilas del Zulia         | 0-2                        | Cardenales de Lara        | Antonio Herrera Gutiérrez  | 29 de octubre | 06:00pm | -                     |
| Bravos de Margarita       | 12-5                       | Tiburones de La Guaira    | Jorge Luis García Carneiro | 29 de octubre | 06:06pm | SimpleTV              |
| Navegantes del Magallanes | 7-5                        | Tigres de Aragua          | José Pérez Colmenares      | 29 de octubre | 07:00pm | TLT                   |
| Bravos de Margarita       | 0-1                        | Tiburones de La Guaira    | Jorge Luis García Carneiro | 30 de octubre | 02:00pm | IVC                   |
| Águilas del Zulia         | 4-5                        | Tigres de Aragua          | José Pérez Colmenares      | 30 de octubre | 05:00pm | ByM Sports            |
| Leones del Caracas        | 1-8                        | Caribes de Anzoátegui     | Alfonso Carrasquel         | 30 de octubre | 06:00pm | TLT                   |
| Águilas del Zulia         | 4-9                        | Tiburones de La Guaira    | Universitario de Caracas   | 31 de octubre | 01:00pm | IVC                   |
| Bravos de Margarita       | 6-4                        | Tigres de Aragua          | José Pérez Colmenares      | 31 de octubre | 05:05pm | SimpleTV              |
| Cardenales de Lara        | 6-9                        | Navegantes del Magallanes | José Bernardo Pérez        | 31 de octubre | 05:30pm | TLT                   |
| Leones del Caracas        | 2-7                        | Caribes de Anzoátegui     | Alfonso Carrasquel         | 31 de octubre | 06:00pm | ByM Sports            |

| Cardenales de Lara        | 3-4   | Bravos de Margarita       | Jorge Luis García Carneiro | 2 de noviembre | 05:05pm | SimpleTV   |
| Navegantes del Magallanes | 1-5   | Tiburones de La Guaira    | Universitario de Caracas   | 2 de noviembre | 06:00pm | TLT        |
| Cardenales de Lara        | 1-3   | Bravos de Margarita       | Jorge Luis García Carneiro | 2 de noviembre | 08:08pm | SimpleTV   |
| Leones del Caracas        | 7-6   | Tigres de Aragua          | José Pérez Colmenares      | 3 de noviembre | 06:00pm | TLT        |
| Bravos de Margarita       | 11-5  | Navegantes del Magallanes | José Bernardo Pérez        | 3 de noviembre | 06:00pm | ByM Sports |
| Caribes de Anzoátegui     | 4-5   | Águilas del Zulia         | Luis Aparicio              | 3 de noviembre | 06:00pm | IVC        |
| Cardenales de Lara        | 5-1   | Tiburones de La Guaira    | Universitario de Caracas   | 3 de noviembre | 06:06pm | SimpleTV   |
| Caribes de Anzoátegui     | 5-9   | Águilas del Zulia         | Luis Aparicio              | 4 de noviembre | 05:05pm | SimpleTV   |
| Cardenales de Lara        | 4-5   | Tiburones de La Guaira    | Universitario de Caracas   | 4 de noviembre | 06:00pm | IVC        |
| Leones del Caracas        | 13-2  | Bravos de Margarita       | Jorge Luis García Carneiro | 4 de noviembre | 06:00pm | ByM Sports |
| Tigres de Aragua          | 2-9   | Navegantes del Magallanes | José Bernardo Pérez        | 4 de noviembre | 06:00pm | TLT        |
| Caribes de Anzoátegui     | 8-1   | Águilas del Zulia         | Luis Aparicio              | 4 de noviembre | 08:08pm | SimpleTV   |
| Leones del Caracas        | 4-5   | Bravos de Margarita       | Jorge Luis García Carneiro | 5 de noviembre | 06:00pm | IVC        |
| Tigres de Aragua          | 11-17 | Tiburones de La Guaira    | Universitario de Caracas   | 5 de noviembre | 06:00pm | TLT        |
| Navegantes del Magallanes | 0-12  | Cardenales de Lara        | Antonio Herrera Gutiérrez  | 5 de noviembre | 06:00pm | ByM Sports |
| Caribes de Anzoátegui     | 10-3  | Águilas del Zulia         | Luis Aparicio              | 5 de noviembre | 06:06pm | SimpleTV   |
| Tiburones de La Guaira    | 9-11  | Leones del Caracas        | Universitario de Caracas   | 6 de noviembre | 03:00pm | TLT        |
| Bravos de Margarita       | 12-10 | Tigres de Aragua          | José Pérez Colmenares      | 6 de noviembre | 05:00pm | ByM Sports |
| Navegantes del Magallanes | 4-2   | Águilas del Zulia         | Luis Aparicio              | 6 de noviembre | 06:06pm | SimpleTV   |
| Caribes de Anzoátegui     | 3-4   | Cardenales de Lara        | Antonio Herrera Gutiérrez  | 6 de noviembre | 06:30pm | IVC        |
| Tiburones de La Guaira    | 5-6   | Cardenales de Lara        | Antonio Herrera Gutiérrez  | 7 de noviembre | 03:30pm | TLT        |
| Tigres de Aragua          | 4-2   | Bravos de Margarita       | Jorge Luis García Carneiro | 7 de noviembre | 04:00pm | -          |
| Navegantes del Magallanes | 4-2   | Águilas del Zulia         | Luis Aparicio              | 7 de noviembre | 06:06pm | SimpleTV   |
| Caribes de Anzoátegui     | 3-9   | Leones del Caracas        | Universitario de Caracas   | 7 de noviembre | 07:00pm | TLT        |

| Águilas del Zulia         | 3-5   | Tiburones de La Guaira    | Universitario de Caracas   | 9 de noviembre  | 06:00pm | ByM Sports |
| Tigres de Aragua          | 10-9  | Cardenales de Lara        | Antonio Herrera Gutiérrez  | 9 de noviembre  | 06:00pm | TLT        |
| Leones del Caracas        | 2-7   | Navegantes del Magallanes | José Bernardo Pérez        | 9 de noviembre  | 06:06pm | IVC STV    |
| Bravos de Margarita       | 6-8   | Caribes de Anzoátegui     | Alfonso Carrasquel         | 9 de noviembre  | 07:00pm | -          |
| Bravos de Margarita       | 7-6   | Caribes de Anzoátegui     | Alfonso Carrasquel         | 10 de noviembre | 06:00pm | ByM Sports |
| Cardenales de Lara        | 1-2   | Leones del Caracas        | Universitario de Caracas   | 10 de noviembre | 06:00pm | TLT        |
| Águilas del Zulia         | 15-3  | Tigres de Aragua          | José Pérez Colmenares      | 10 de noviembre | 06:00pm | -          |
| Tiburones de La Guaira    | 8-1   | Navegantes del Magallanes | José Bernardo Pérez        | 10 de noviembre | 06:06pm | SimpleTV   |
| Cardenales de Lara        | 11-10 | Caribes de Anzoátegui     | Alfonso Carrasquel         | 11 de noviembre | 06:00pm | ByM Sports |
| Águilas del Zulia         | 4-7   | Bravos de Margarita       | Jorge Luis García Carneiro | 11 de noviembre | 06:00pm | -          |
| Leones del Caracas        | 7-1   | Tiburones de La Guaira    | Universitario de Caracas   | 11 de noviembre | 06:00pm | IVC        |
| Navegantes del Magallanes | 9-10  | Tigres de Aragua          | José Pérez Colmenares      | 11 de noviembre | 06:06pm | SimpleTV   |
| Águilas del Zulia         | 11-12 | Bravos de Margarita       | Jorge Luis García Carneiro | 12 de noviembre | 06:00pm | ByM Sports |
| Navegantes del Magallanes | 12-4  | Tiburones de La Guaira    | Universitario de Caracas   | 12 de noviembre | 06:00pm | TLT        |
| Leones del Caracas        | 1-6   | Tigres de Aragua          | José Pérez Colmenares      | 12 de noviembre | 06:00pm | IVC        |
| Cardenales de Lara        | 9-5   | Caribes de Anzoátegui     | Alfonso Carrasquel         | 12 de noviembre | 06:06pm | SimpleTV   |
| Tiburones de La Guaira    | 5-0   | Tigres de Aragua          | José Pérez Colmenares      | 13 de noviembre | 03:00pm | IVC        |
| Águilas del Zulia         | 11-4  | Leones del Caracas        | Universitario de Caracas   | 13 de noviembre | 05:00pm | TLT        |
| Cardenales de Lara        | 10-3  | Caribes de Anzoátegui     | Alfonso Carrasquel         | 13 de noviembre | 06:06pm | SimpleTV   |
| Bravos de Margarita       | 5-7   | Navegantes del Magallanes | José Bernardo Pérez        | 13 de noviembre | 06:30pm | ByM Sports |
| Águilas del Zulia         | 6-4   | Leones del Caracas        | Universitario de Caracas   | 14 de noviembre | 01:00pm | TLT        |
| Tiburones de La Guaira    | 2-6   | Bravos de Margarita       | Jorge Luis García Carneiro | 14 de noviembre | 05:00pm | -          |
| Tigres de Aragua          | 3-11  | Navegantes del Magallanes | José Bernardo Pérez        | 14 de noviembre | 05:30pm | ByM Sports |
| Cardenales de Lara        | 1-4   | Caribes de Anzoátegui     | Alfonso Carrasquel         | 14 de noviembre | 06:06pm | SimpleTV   |

| Cardenales de Lara        | 10-13 | Tigres de Aragua          | José Pérez Colmenares      | 16 de noviembre | 06:00pm | IVC                     |
| Navegantes del Magallanes | 3-2   | Bravos de Margarita       | Jorge Luis García Carneiro | 16 de noviembre | 06:00pm | -                       |
| Tiburones de La Guaira    | 7-4   | Águilas del Zulia         | Luis Aparicio              | 16 de noviembre | 06:00pm | ByM Sports              |
| Caribes de Anzoátegui     | 5-11  | Leones del Caracas        | Universitario de Caracas   | 16 de noviembre | 06:36pm | SimpleTV                |
| Caribes de Anzoátegui     | 6-11  | Leones del Caracas        | Universitario de Caracas   | 17 de noviembre | 06:00pm | TLT                     |
| Cardenales de Lara        | 1-2   | Tigres de Aragua          | José Pérez Colmenares      | 17 de noviembre | 06:00pm | IVC                     |
| Tiburones de La Guaira    | 4-6   | Águilas del Zulia         | Luis Aparicio              | 17 de noviembre | 06:00pm | ByM Sports              |
| Bravos de Margarita       | 6-13  | Navegantes del Magallanes | José Bernardo Pérez        | 17 de noviembre | 06:06pm | SimpleTV                |
| Tiburones de La Guaira    | 6-7   | Águilas del Zulia         | Luis Aparicio              | 18 de noviembre | 01:00pm | ByM Sports              |
| Navegantes del Magallanes | 8-7   | Leones del Caracas        | Universitario de Caracas   | 18 de noviembre | 06:00pm | IVC Networks ByM Sports |
| Caribes de Anzoátegui     | 10-9  | Cardenales de Lara        | Antonio Herrera Gutiérrez  | 18 de noviembre | 06:00pm | TLT                     |
| Tigres de Aragua          | 6-2   | Bravos de Margarita       | Jorge Luis García Carneiro | 18 de noviembre | 06:06pm | SimpleTV                |
| Tiburones de La Guaira    | 12-2  | Águilas del Zulia         | Luis Aparicio              | 19 de noviembre | 05:00pm | ByM Sports              |
| Bravos de Margarita       | 10-4  | Leones del Caracas        | Universitario de Caracas   | 19 de noviembre | 06:00pm | IVC                     |
| Tigres de Aragua          | 4-7   | Navegantes del Magallanes | José Bernardo Pérez        | 19 de noviembre | 06:00pm | TLT                     |
| Caribes de Anzoátegui     | 3-2   | Cardenales de Lara        | Antonio Herrera Gutiérrez  | 19 de noviembre | 06:06pm | SimpleTV                |
| Caribes de Anzoátegui     | 6-12  | Navegantes del Magallanes | José Bernardo Pérez        | 20 de diciembre | 05:30pm | TLT                     |
| Leones del Caracas        | 2-10  | Cardenales de Lara        | Antonio Herrera Gutiérrez  | 20 de diciembre | 05:35pm | SimpleTV                |
| Tigres de Aragua          | 18-10 | Tiburones de La Guaira    | Universitario de Caracas   | 20 de diciembre | 10:50pm | IVC                     |

| Navegantes del Magallanes | 10-8 | Bravos de Margarita       | Jorge Luis García Carneiro | 22 de noviembre | 06:00pm | ByM Sports |
| Tigres de Aragua          | 6-5  | Leones del Caracas        | Universitario de Caracas   | 22 de noviembre | 06:00pm | TLT        |
| Águilas del Zulia         | 4-7  | Tigres de Aragua          | José Pérez Colmenares      | 23 de noviembre | 06:00pm | TLT        |
| Navegantes del Magallanes | 6-4  | Caribes de Anzoátegui     | Alfonso Carrasquel         | 23 de noviembre | 06:00pm | IVC        |
| Cardenales de Lara        | 9-0  | Tiburones de La Guaira    | Jorge Luis García Carneiro | 23 de noviembre | 06:06pm | SimpleTV   |
| Navegantes del Magallanes | 6-5  | Caribes de Anzoátegui     | Alfonso Carrasquel         | 24 de noviembre | 06:00pm | ByM Sports |
| Águilas del Zulia         | 6-0  | Tiburones de La Guaira    | Universitario de Caracas   | 24 de noviembre | 06:00pm | TLT        |
| Leones del Caracas        | 0-7  | Bravos de Margarita       | Jorge Luis García Carneiro | 24 de noviembre | 06:06pm | SimpleTV   |
| Tiburones de La Guaira    | 9-10 | Caribes de Anzoátegui     | Alfonso Carrasquel         | 25 de noviembre | 06:00pm | IVC        |
| Tigres de Aragua          | 10-7 | Cardenales de Lara        | Antonio Herrera Gutiérrez  | 25 de noviembre | 06:00pm | TLT        |
| Águilas del Zulia         | 6-15 | Leones del Caracas        | Universitario de Caracas   | 25 de noviembre | 09:09pm | SimpleTV   |
| Tiburones de La Guaira    | 5-6  | Caribes de Anzoátegui     | Alfonso Carrasquel         | 26 de noviembre | 06:00pm | IVC        |
| Águilas del Zulia         | 3-5  | Tigres de Aragua          | José Pérez Colmenares      | 26 de noviembre | 06:00pm | ByM Sports |
| Cardenales de Lara        | 9-4  | Navegantes del Magallanes | José Bernardo Pérez        | 26 de noviembre | 06:00pm | TLT        |
| Bravos de Margarita       | 6-5  | Leones del Caracas        | Universitario de Caracas   | 26 de noviembre | 06:06pm | SimpleTV   |
| Tigres de Aragua          | 8-7  | Tiburones de La Guaira    | Universitario de Caracas   | 27 de noviembre | 03:30pm | ByM Sports |
| Leones del Caracas        | 5-3  | Cardenales de Lara        | Antonio Herrera Gutiérrez  | 27 de noviembre | 05:30pm | TLT        |
| Águilas del Zulia         | 6-2  | Navegantes del Magallanes | José Bernardo Pérez        | 27 de noviembre | 05:35pm | SimpleTV   |
| Bravos de Margarita       | 3-2  | Caribes de Anzoátegui     | Alfonso Carrasquel         | 27 de noviembre | 07:00pm | IVC        |
| Leones del Caracas        | 8-7  | Cardenales de Lara        | Antonio Herrera Gutiérrez  | 28 de noviembre | 01:30pm | IVC        |
| Águilas del Zulia         | 13-4 | Navegantes del Magallanes | José Bernardo Pérez        | 28 de noviembre | 05:30pm | TLT        |
| Bravos de Margarita       | 3-4  | Caribes de Anzoátegui     | Alfonso Carrasquel         | 28 de noviembre | 06:00pm | ByM Sports |
| Tigres de Aragua          | 5-3  | Tiburones de La Guaira    | Jorge Luis García Carneiro | 28 de noviembre | 07:30pm | -          |

| Navegantes del Magallanes | 16-3 | Leones del Caracas        | Universitario de Caracas   | 29 de noviembre | 06:00pm | ByM Sports La Tele Tuya |
| Caribes de Anzoátegui     | 9-3  | Bravos de Margarita       | Jorge Luis García Carneiro | 30 de noviembre | 06:00pm | IVC                     |
| Cardenales de Lara        | 3-2  | Águilas del Zulia         | Luis Aparicio              | 30 de noviembre | 06:00pm | ByM Sports              |
| Tiburones de La Guaira    | 5-3  | Tigres de Aragua          | José Pérez Colmenares      | 30 de noviembre | 06:06pm | SimpleTV                |
| Bravos de Margarita       | 6-10 | Leones del Caracas        | Universitario de Caracas   | 1 de diciembre  | 06:00pm | ByM Sports              |
| Caribes de Anzoátegui     | 10-0 | Tigres de Aragua          | José Pérez Colmenares      | 1 de diciembre  | 06:00pm | IVC                     |
| Cardenales de Lara        | 5-3  | Águilas del Zulia         | Luis Aparicio              | 1 de diciembre  | 06:00pm | SimpleTV                |
| Leones del Caracas        | 9-4  | Tiburones de La Guaira    | Jorge Luis García Carneiro | 2 de diciembre  | 06:00pm | IVC                     |
| Bravos de Margarita       | 4-7  | Tigres de Aragua          | José Pérez Colmenares      | 2 de diciembre  | 06:00pm | ByM Sports              |
| Caribes de Anzoátegui     | 14-8 | Navegantes del Magallanes | José Bernardo Pérez        | 2 de diciembre  | 06:00pm | TLT                     |
| Cardenales de Lara        | 11-5 | Águilas del Zulia         | Luis Aparicio              | 2 de diciembre  | 06:06pm | SimpleTV                |
| Navegantes del Magallanes | 2-0  | Cardenales de Lara        | Antonio Herrera Gutiérrez  | 3 de diciembre  | 06:00pm | IVC                     |
| Caribes de Anzoátegui     | 3-4  | Tigres de Aragua          | José Pérez Colmenares      | 3 de diciembre  | 06:00pm | ByM Sports              |
| Tiburones de La Guaira    | 0-1  | Leones del Caracas        | Universitario de Caracas   | 3 de diciembre  | 06:00pm | TLT                     |
| Bravos de Margarita       | 7-4  | Águilas del Zulia         | Luis Aparicio              | 3 de diciembre  | 06:06pm | SimpleTV                |
| Navegantes del Magallanes | 2-7  | Cardenales de Lara        | Antonio Herrera Gutiérrez  | 3 de diciembre  | 09:00pm | IVC                     |
| Caribes de Anzoátegui     | 11-8 | Tiburones de La Guaira    | Universitario de Caracas   | 4 de diciembre  | 04:00pm | IVC                     |
| Bravos de Margarita       | 9-8  | Águilas del Zulia         | Luis Aparicio              | 4 de diciembre  | 03:03pm | SimpleTV                |
| Leones del Caracas        | 0-1  | Navegantes del Magallanes | José Bernardo Pérez        | 4 de diciembre  | 06:00pm | La Tele Tuya ByM Sports |
| Tigres de Aragua          | 8-14 | Cardenales de Lara        | Antonio Herrera Gutiérrez  | 4 de diciembre  | 05:00pm | -                       |
| Caribes de Anzoátegui     | 4-6  | Tiburones de La Guaira    | Universitario de Caracas   | 4 de diciembre  | 07:00pm | IVC                     |
| Caribes de Anzoátegui     | 9-14 | Leones del Caracas        | Universitario de Caracas   | 5 de diciembre  | 01:00pm | IVC                     |
| Bravos de Margarita       | 2-3  | Águilas del Zulia         | Luis Aparicio              | 5 de diciembre  | 02:30pm | ByM Sports              |
| Cardenales de Lara        | 6-5  | Tigres de Aragua          | José Pérez Colmenares      | 5 de diciembre  | 05:05pm | SimpleTV                |
| Tiburones de La Guaira    | 4-12 | Navegantes del Magallanes | José Bernardo Pérez        | 5 de diciembre  | 05:30pm | TLT                     |

| Tigres de Aragua          | 15-4  | Caribes de Anzoátegui     | Alfonso Carrasquel         | 7 de diciembre  | 06:00pm | IVC        |
| Águilas del Zulia         | 6-13  | Bravos de Margarita       | Jorge Luis García Carneiro | 7 de diciembre  | 06:00pm | ByM Sports |
| Leones del Caracas        | 5-3   | Tiburones de La Guaira    | Universitario de Caracas   | 7 de diciembre  | 06:00pm | TLT        |
| Cardenales de Lara        | 6-9   | Navegantes del Magallanes | José Bernardo Pérez        | 7 de diciembre  | 06:06pm | SimpleTV   |
| Tigres de Aragua          | 12-13 | Caribes de Anzoátegui     | Alfonso Carrasquel         | 8 de diciembre  | 06:00pm | ByM Sports |
| Navegantes del Magallanes | 2-3   | Leones del Caracas        | Universitario de Caracas   | 8 de diciembre  | 06:06pm | STV TLT    |
| Águilas del Zulia         | 10-4  | Bravos de Margarita       | Jorge Luis García Carneiro | 8 de diciembre  | 06:00pm | IVC        |
| Águilas del Zulia         | 5-6   | Leones del Caracas        | Universitario de Caracas   | 9 de diciembre  | 06:00pm | ByM Sports |
| Tiburones de La Guaira    | 7-11  | Navegantes del Magallanes | José Bernardo Pérez        | 9 de diciembre  | 06:00pm | TLT        |
| Bravos de Margarita       | 2-5   | Cardenales de Lara        | Antonio Herrera Gutiérrez  | 9 de diciembre  | 06:00pm | IVC        |
| Tigres de Aragua          | 2-7   | Caribes de Anzoátegui     | Alfonso Carrasquel         | 9 de diciembre  | 06:06pm | SimpleTV   |
| Bravos de Margarita       | 2-3   | Cardenales de Lara        | Antonio Herrera Gutiérrez  | 10 de diciembre | 05:05pm | SimpleTV   |
| Tiburones de La Guaira    | 4-8   | Leones del Caracas        | Universitario de Caracas   | 10 de diciembre | 06:00pm | TLT        |
| Águilas del Zulia         | 1-9   | Caribes de Anzoátegui     | Alfonso Carrasquel         | 10 de diciembre | 06:00pm | IVC        |
| Navegantes del Magallanes | 3-1   | Tigres de Aragua          | José Pérez Colmenares      | 10 de diciembre | 06:00pm | ByM Sports |
| Bravos de Margarita       | 4-5   | Cardenales de Lara        | Antonio Herrera Gutiérrez  | 10 de diciembre | 08:08pm | SimpleTV   |
| Navegantes del Magallanes | 10-6  | Leones del Caracas        | Universitario de Caracas   | 11 de diciembre | 03:00pm | TLT IVC    |
| Tiburones de La Guaira    | 6-4   | Tigres de Aragua          | José Pérez Colmenares      | 11 de diciembre | 05:00pm | SimpleTV   |
| Águilas del Zulia         | 2-4   | Caribes de Anzoátegui     | Alfonso Carrasquel         | 11 de diciembre | 06:00pm | ByM Sports |
| Navegantes del Magallanes | 9-2   | Tiburones de La Guaira    | Universitario de Caracas   | 12 de diciembre | 01:00pm | TLT        |
| Leones del Caracas        | 9-5   | Cardenales de Lara        | Antonio Herrera Gutiérrez  | 12 de diciembre | 04:00pm | IVC        |
| Tigres de Aragua          | 1-7   | Bravos de Margarita       | Jorge Luis García Carneiro | 12 de diciembre | 05:05pm | SimpleTV   |
| Águilas del Zulia         | 4-6   | Caribes de Anzoátegui     | Alfonso Carrasquel         | 12 de diciembre | 06:00pm | TLT        |

| Cardenales de Lara        | 4-1   | Leones del Caracas        | Universitario de Caracas   | 14 de diciembre | 06:46pm | SimpleTV   |
| Tiburones de La Guaira    | 2-8   | Bravos de Margarita       | Jorge Luis García Carneiro | 14 de diciembre | 07:17pm | TLT        |
| Tigres de Aragua          | 5-0   | Navegantes del Magallanes | José Bernardo Pérez        | 14 de diciembre | 08:10pm | IVC        |
| Leones del Caracas        | 4-2   | Tiburones de La Guaira    | Universitario de Caracas   | 15 de diciembre | 06:00pm | TLT        |
| Caribes de Anzoátegui     | 5-0   | Tigres de Aragua          | José Pérez Colmenares      | 15 de diciembre | 06:00pm | ByM Sports |
| Navegantes del Magallanes | 5-8   | Águilas del Zulia         | Luis Aparicio              | 15 de diciembre | 06:00pm | IVC        |
| Cardenales de Lara        | 9-6   | Bravos de Margarita       | Jorge Luis García Carneiro | 15 de diciembre | 06:06pm | SimpleTV   |
| Caribes de Anzoátegui     | 7-2   | Bravos de Margarita       | Jorge Luis García Carneiro | 16 de diciembre | 06:00pm | ByM Sports |
| Tiburones de La Guaira    | 1-6   | Cardenales de Lara        | Antonio Herrera Gutiérrez  | 16 de diciembre | 06:00pm | TLT        |
| Navegantes del Magallanes | 1-7   | Águilas del Zulia         | Luis Aparicio              | 16 de diciembre | 06:00pm | IVC        |
| Tiburones de La Guaira    | 3-2   | Cardenales de Lara        | Antonio Herrera Gutiérrez  | 17 de diciembre | 06:00pm | TLT        |
| Caribes de Anzoátegui     | 9-1   | Tigres de Aragua          | José Pérez Colmenares      | 17 de diciembre | 06:00pm | ByM Sports |
| Leones del Caracas        | 1-3   | Águilas del Zulia         | Luis Aparicio              | 17 de diciembre | 06:00pm | IVC        |
| Bravos de Margarita       | 0-6   | Navegantes del Magallanes | José Bernardo Pérez        | 17 de diciembre | 06:06pm | SimpleTV   |
| Bravos de Margarita       | 7-5   | Tiburones de La Guaira    | Jorge Luis García Carneiro | 18 de diciembre | 03:03pm | SimpleTV   |
| Tigres de Aragua          | 5-3   | Cardenales de Lara        | Antonio Herrera Gutiérrez  | 18 de diciembre | 04:00pm | ByM Sports |
| Caribes de Anzoátegui     | 4-5   | Navegantes del Magallanes | José Bernardo Pérez        | 18 de diciembre | 05:30pm | TLT        |
| Leones del Caracas        | 13-10 | Águilas del Zulia         | Luis Aparicio              | 18 de diciembre | 07:00pm | IVC        |
| Caribes de Anzoátegui     | 10-8  | Tiburones de La Guaira    | Universitario de Caracas   | 19 de diciembre | 01:00pm | TLT        |
| Leones del Caracas        | 7-8   | Águilas del Zulia         | Luis Aparicio              | 19 de diciembre | 04:00pm | -          |
| Tigres de Aragua          | 6-3   | Bravos de Margarita       | Jorge Luis García Carneiro | 19 de diciembre | 05:05pm | SimpleTV   |
| Cardenales de Lara        | 13-0  | Navegantes del Magallanes | José Bernardo Pérez        | 19 de diciembre | 05:30pm | IVC        |

| Navegantes del Magallanes | 5-4  | Caribes de Anzoátegui  | Alfonso Carrasquel         | 21 de diciembre | 06:00pm | TLT        |
| Tiburones de La Guaira    | 4-11 | Bravos de Margarita    | Jorge Luis García Carneiro | 21 de diciembre | 06:00pm | ByM Sports |
| Águilas del Zulia         | 4-3  | Cardenales de Lara     | Antonio Herrera Gutiérrez  | 21 de diciembre | 06:00pm | IVC        |
| Tigres de Aragua          | 6-5  | Leones del Caracas     | Universitario de Caracas   | 21 de diciembre | 06:06pm | SimpleTV   |
| Águilas del Zulia         | 4-2  | Cardenales de Lara     | Antonio Herrera Gutiérrez  | 22 de diciembre | 04:00pm | ByM Sports |
| Bravos de Margarita       | 12-2 | Tiburones de La Guaira | Jorge Luis García Carneiro | 22 de diciembre | 06:00pm | IVC        |
| Leones del Caracas        | 4-5  | Tigres de Aragua       | José Pérez Colmenares      | 22 de diciembre | 06:00pm | TLT        |
| Navegantes del Magallanes | 6-5  | Caribes de Anzoátegui  | Alfonso Carrasquel         | 22 de diciembre | 06:06pm | SimpleTV   |

| Bravos de Margarita | 3-10 | Tigres de Aragua | José Pérez Colmenares | 23 de diciembre | 06:00pm | IVC - TLT |

## Round Robin
En el Round Robin o ronda semifinal, los cinco (5) equipos que clasificaron durante la temporada regular a la siguiente fase del campeonato, disputaron cuarenta (40) partidos, a razón de dieciséis (16) juegos para cada uno de ellos; y se efectuó del siguiente modo: cuatro (4) juegos con cada equipo adversario, constando de dos (2) partidos como home club y dos (2) como visitantes.
Los dos (2) mejores equipos posicionados disputaron la Serie Final al mejor de siete (7) desafíos.

### Posiciones
Actualizado al 16 de enero de 2022.
| Round Robin                   | Round Robin | Round Robin | Round Robin | Round Robin | Round Robin | Round Robin | Round Robin | Round Robin | Round Robin | Round Robin | Round Robin | Round Robin |
| Equipo                        | JJ          | JG          | JP          | Ave.        | Dif.        | Racha       | Últ. 10     | Local       | Visita      | CA          | CP          | Dif.        |
| ----------------------------- | ----------- | ----------- | ----------- | ----------- | ----------- | ----------- | ----------- | ----------- | ----------- | ----------- | ----------- | ----------- |
| (*) Navegantes del Magallanes | 16          | 10          | 6           | .625        | -           | G2          | 6 - 4       | 6 - 2       | 4 - 4       | 95          | 61          | 34          |
| (*) Caribes de Anzoátegui     | 16          | 10          | 6           | .625        | -           | P1          | 6 - 4       | 5 - 3       | 5 - 3       | 97          | 97          | 0           |
| (+) Cardenales de Lara        | 16          | 9           | 7           | .563        | 1           | G1          | 5 - 5       | 6 - 2       | 3 - 5       | 94          | 80          | 14          |
| (+) Leones del Caracas        | 16          | 6           | 10          | .375        | 4           | P1          | 5 - 5       | 5 - 3       | 1 - 7       | 66          | 93          | -27         |
| (+) Tigres de Aragua          | 16          | 5           | 11          | .313        | 5           | P5          | 3 - 7       | 4 - 4       | 1 - 7       | 77          | 98          | -21         |

|  |                         |
|  | (*) Equipos Finalistas. |

|  |                         |
|  | (+) Equipos Eliminados. |

### Partidos
| Tigres de Aragua          | 2-8  | Navegantes del Magallanes | José Bernardo Pérez       | 26 de diciembre | 05:05pm | SimpleTV TLT   | Caribes de Anzoátegui     |
| Leones del Caracas        | 3-8  | Cardenales de Lara        | Antonio Herrera Gutiérrez | 26 de diciembre | 07:00pm | IVC ByM Sports | Caribes de Anzoátegui     |
| Caribes de Anzoátegui     | 6-9  | Navegantes del Magallanes | José Bernardo Pérez       | 27 de diciembre | 06:00pm | ByM Sports IVC | Leones del Caracas        |
| Cardenales de Lara        | 8-11 | Tigres de Aragua          | José Pérez Colmenares     | 27 de diciembre | 06:06pm | TLT SimpleTV   | Leones del Caracas        |
| Caribes de Anzoátegui     | 3-1  | Tigres de Aragua          | José Pérez Colmenares     | 28 de diciembre | 06:00pm | IVC ByM Sports | Navegantes del Magallanes |
| Cardenales de Lara        | 1-3  | Leones del Caracas        | Universitario de Caracas  | 28 de diciembre | 06:00pm | SimpleTV TLT   | Navegantes del Magallanes |
| Navegantes del Magallanes | 8-6  | Tigres de Aragua          | José Pérez Colmenares     | 29 de diciembre | 06:00pm | TLT ByM Sports | Cardenales de Lara        |
| Caribes de Anzoátegui     | 10-4 | Leones del Caracas        | Universitario de Caracas  | 29 de diciembre | 06:00pm | SimpleTV IVC   | Cardenales de Lara        |
| Caribes de Anzoátegui     | 8-6  | Leones del Caracas        | Universitario de Caracas  | 30 de diciembre | 06:00pm | TLT ByM Sports | Tigres de Aragua          |
| Navegantes del Magallanes | 2-4  | Cardenales de Lara        | Antonio Herrera Gutiérrez | 30 de diciembre | 06:00pm | SimpleTV IVC   | Tigres de Aragua          |

| Navegantes del Magallanes | 6-3 | Tigres de Aragua   | José Pérez Colmenares     | 2 de enero | 07:00pm | TLT SimpleTV   | Caribes de Anzoátegui |
| Leones del Caracas        | 2-5 | Cardenales de Lara | Antonio Herrera Gutiérrez | 2 de enero | 07:00pm | ByM Sports IVC | Caribes de Anzoátegui |

| Cardenales de Lara        | 9-6  | Navegantes del Magallanes | José Bernardo Pérez        | 3 de enero | 06:30pm | IVC SimpleTV   | Leones del Caracas        |
| Tigres de Aragua          | 6-3  | Caribes de Anzoátegui     | Alfonso “Chico” Carrasquel | 3 de enero | 07:00pm | ByM Sports TLT | Leones del Caracas        |
| Tigres de Aragua          | 4-12 | Caribes de Anzoátegui     | Alfonso “Chico” Carrasquel | 4 de enero | 06:00pm | TLT SimpleTV   | Cardenales de Lara        |
| Navegantes del Magallanes | 5-0  | Leones del Caracas        | Universitario de Caracas   | 4 de enero | 08:25pm | ByM Sports IVC | Cardenales de Lara        |
| Cardenales de Lara        | 5-8  | Tigres de Aragua          | José Pérez Colmenares      | 5 de enero | 06:00pm | IVC ByM Sports | Navegantes del Magallanes |
| Leones del Caracas        | 7-12 | Caribes de Anzoátegui     | Alfonso “Chico” Carrasquel | 5 de enero | 07:00pm | SimpleTV TLT   | Navegantes del Magallanes |
| Leones del Caracas        | 2-3  | Caribes de Anzoátegui     | Alfonso “Chico” Carrasquel | 6 de enero | 06:00pm | IVC ByM Sports | Tigres de Aragua          |
| Cardenales de Lara        | 7-5  | Navegantes del Magallanes | José Bernardo Pérez        | 6 de enero | 06:00pm | SimpleTV TLT   | Tigres de Aragua          |
| Leones del Caracas        | 0-1  | Navegantes del Magallanes | José Bernardo Pérez        | 7 de enero | 06:00pm | TLT SimpleTV   | Caribes de Anzoátegui     |
| Tigres de Aragua          | 1-2  | Cardenales de Lara        | Antonio Herrera Gutiérrez  | 7 de enero | 06:00pm | ByM Sports IVC | Caribes de Anzoátegui     |
| Caribes de Anzoátegui     | 8-12 | Tigres de Aragua          | José Pérez Colmenares      | 8 de enero | 05:00pm | IVC SimpleTV   | Leones del Caracas        |
| Navegantes del Magallanes | 1-3  | Cardenales de Lara        | Antonio Herrera Gutiérrez  | 8 de enero | 07:00pm | ByM Sports TLT | Leones del Caracas        |
| Leones del Caracas        | 4-5  | Tigres de Aragua          | José Pérez Colmenares      | 9 de enero | 05:00pm | TLT ByM Sports | Cardenales de Lara        |
| Caribes de Anzoátegui     | 3-12 | Navegantes del Magallanes | José Bernardo Pérez        | 9 de enero | 07:00pm | SimpleTV IVC   | Cardenales de Lara        |

| Tigres de Aragua          | 6-9   | Leones del Caracas        | Universitario de Caracas   | 10 de enero | 06:00pm | IVC SimpleTV   | Navegantes del Magallanes |
| Caribes de Anzoátegui     | 4-3   | Cardenales de Lara        | Antonio Herrera Gutiérrez  | 10 de enero | 06:00pm | ByM Sports TLT | Navegantes del Magallanes |
| Navegantes del Magallanes | 3-6   | Leones del Caracas        | Universitario de Caracas   | 11 de enero | 06:00pm | SimpleTV IVC   | Tigres de Aragua          |
| Caribes de Anzoátegui     | 5-2   | Cardenales de Lara        | Antonio Herrera Gutiérrez  | 11 de enero | 06:00pm | TLT ByM Sports | Tigres de Aragua          |
| Cardenales de Lara        | 10-11 | Leones del Caracas        | Universitario de Caracas   | 12 de enero | 06:00pm | SimpleTV TLT   | Caribes de Anzoátegui     |
| Tigres de Aragua          | 5-7   | Navegantes del Magallanes | José Bernardo Pérez        | 12 de enero | 06:00pm | IVC ByM Sports | Caribes de Anzoátegui     |
| Navegantes del Magallanes | 4-5   | Caribes de Anzoátegui     | Alfonso “Chico” Carrasquel | 13 de enero | 06:00pm | ByM Sports IVC | Leones del Caracas        |
| Tigres de Aragua          | 3-8   | Cardenales de Lara        | Antonio Herrera Gutiérrez  | 13 de enero | 06:00pm | TLT SimpleTV   | Leones del Caracas        |
| Navegantes del Magallanes | 6-0   | Caribes de Anzoátegui     | Alfonso “Chico” Carrasquel | 14 de enero | 06:00pm | SimpleTV TLT   | Cardenales de Lara        |
| Leones del Caracas        | 3-1   | Tigres de Aragua          | José Pérez Colmenares      | 14 de enero | 06:00pm | IVC ByM Sports | Cardenales de Lara        |
| Tigres de Aragua          | 3-4   | Leones del Caracas        | Universitario de Caracas   | 15 de enero | 05:00pm | ByM Sports TLT | Navegantes del Magallanes |
| Cardenales de Lara        | 8-12  | Caribes de Anzoátegui     | Alfonso “Chico” Carrasquel | 15 de enero | 07:07pm | IVC SimpleTV   | Navegantes del Magallanes |
| Cardenales de Lara        | 11-3  | Caribes de Anzoátegui     | Alfonso “Chico” Carrasquel | 16 de enero | 05:05pm | SimpleTV IVC   | Tigres de Aragua          |
| Leones del Caracas        | 2-12  | Navegantes del Magallanes | José Bernardo Pérez        | 16 de enero | 07:00pm | TLT ByM Sports | Tigres de Aragua          |

## Serie Final
La serie final se disputó entre el 18 y 25 de enero de 2022.
Los dos mejores equipos posicionados de la fase anterior del campeonato —Todos contra Todos—, se vieron las caras en esta instancia decisiva, en la cual se jugó a ganar 4 de 7 partidos posibles; y en donde el vencedor se convirtió en el representante de Venezuela en la Serie del Caribe 2022 que se realizó en la República Dominicana.

### Caribes vs. Navegantes
| Partido 1, 18 de enero, 07:00 p. m. EST (UTC-4) | Caribes de Anzoátegui | 6 – 5   | Navegantes del Magallanes | Estadio Alfonso “Chico” Carrasquel, Puerto La Cruz |                                |   |   |   |   |   |   |   |
| |                       | Reporte |                           | Asistencia: 5.602 espectadores                     | Asistencia: 5.602 espectadores |   |   |   |   |   |   |   |
| Detalle \| Equipo \| 1 \| 2 \| 3 \| 4 \| 5 \| 6 \| 7 \| 8 \| 9 \| C \| H \| E \| \| ------------------------- \| - \| - \| - \| - \| - \| - \| - \| - \| - \| - \| - \| - \| \| Navegantes del Magallanes \| 1 \| 0 \| 0 \| 2 \| 0 \| 0 \| 1 \| 1 \| 0 \| 5 \| 7 \| 0 \| \| Caribes de Anzoátegui \| 0 \| 0 \| 0 \| 1 \| 0 \| 3 \| 0 \| 2 \| X \| 6 \| 7 \| 0 \|LG: Lester Oliveros (1-0). LP: Anthony Vizcaya (0-1). SV: Silvino Bracho (1). HRs: MAG – Ángel Reyes (1). ANZ – Willians Astudillo (1), Asdrúbal Cabrera (1). Umpires: HP: David Arrieta. 1B: Jonathan Parra. 2B: José Navas. 3B: Jorge Terán. LF: Emil Jiménez. RF: Robert Moreno. Duración: 4h 07m |                       |         |                           |                                                    |                                |   |   |   |   |   |   |   |
| Equipo | 1                     | 2       | 3                         | 4                                                  | 5                              | 6 | 7 | 8 | 9 | C | H | E |
| Navegantes del Magallanes | 1                     | 0       | 0                         | 2                                                  | 0                              | 0 | 1 | 1 | 0 | 5 | 7 | 0 |
| Caribes de Anzoátegui | 0                     | 0       | 0                         | 1                                                  | 0                              | 3 | 0 | 2 | X | 6 | 7 | 0 |

| Equipo                    | 1 | 2 | 3 | 4 | 5 | 6 | 7 | 8 | 9 | C | H | E |
| ------------------------- | - | - | - | - | - | - | - | - | - | - | - | - |
| Navegantes del Magallanes | 1 | 0 | 0 | 2 | 0 | 0 | 1 | 1 | 0 | 5 | 7 | 0 |
| Caribes de Anzoátegui     | 0 | 0 | 0 | 1 | 0 | 3 | 0 | 2 | X | 6 | 7 | 0 |

| Partido 2, 19 de enero, 07:00 p. m. EST (UTC-4) | Caribes de Anzoátegui | 5 – 4   | Navegantes del Magallanes | Estadio Alfonso “Chico” Carrasquel, Puerto La Cruz |                                |   |   |   |   |   |   |   |
| |                       | Reporte |                           | Asistencia: 7.308 espectadores                     | Asistencia: 7.308 espectadores |   |   |   |   |   |   |   |
| Detalle \| Equipo \| 1 \| 2 \| 3 \| 4 \| 5 \| 6 \| 7 \| 8 \| 9 \| C \| H \| E \| \| ------------------------- \| - \| - \| - \| - \| - \| - \| - \| - \| - \| - \| - \| - \| \| Navegantes del Magallanes \| 0 \| 2 \| 0 \| 1 \| 0 \| 1 \| 0 \| 0 \| 0 \| 4 \| 8 \| 0 \| \| Caribes de Anzoátegui \| 0 \| 0 \| 2 \| 0 \| 2 \| 0 \| 1 \| 0 \| X \| 5 \| 9 \| 0 \|LG: Esteban Haro (1-0). LP: Wiliking Rodríguez (0-1). SV: Silvino Bracho (2). HRs: ANZ – Willians Astudillo (2), Víctor Reyes (1). Umpires: HP: Jhonatan Biarreta. 1B: José Navas. 2B: Jorge Terán. 3B: Emil Jiménez. LF: Robert Moreno. RF: Gabriel Alfonso. Duración: 4h 33m |                       |         |                           |                                                    |                                |   |   |   |   |   |   |   |
| Equipo | 1                     | 2       | 3                         | 4                                                  | 5                              | 6 | 7 | 8 | 9 | C | H | E |
| Navegantes del Magallanes | 0                     | 2       | 0                         | 1                                                  | 0                              | 1 | 0 | 0 | 0 | 4 | 8 | 0 |
| Caribes de Anzoátegui | 0                     | 0       | 2                         | 0                                                  | 2                              | 0 | 1 | 0 | X | 5 | 9 | 0 |

| Equipo                    | 1 | 2 | 3 | 4 | 5 | 6 | 7 | 8 | 9 | C | H | E |
| ------------------------- | - | - | - | - | - | - | - | - | - | - | - | - |
| Navegantes del Magallanes | 0 | 2 | 0 | 1 | 0 | 1 | 0 | 0 | 0 | 4 | 8 | 0 |
| Caribes de Anzoátegui     | 0 | 0 | 2 | 0 | 2 | 0 | 1 | 0 | X | 5 | 9 | 0 |

| Partido 3, 20 de enero, 07:00 p. m. EST (UTC-4) | Navegantes del Magallanes | 4 – 2   | Caribes de Anzoátegui | Estadio José Bernardo Pérez, Valencia |                                |   |   |   |   |   |   |   |
| |                           | Reporte |                       | Asistencia: 5.112 espectadores        | Asistencia: 5.112 espectadores |   |   |   |   |   |   |   |
| Detalle \| Equipo \| 1 \| 2 \| 3 \| 4 \| 5 \| 6 \| 7 \| 8 \| 9 \| C \| H \| E \| \| ------------------------- \| - \| - \| - \| - \| - \| - \| - \| - \| - \| - \| - \| - \| \| Caribes de Anzoátegui \| 0 \| 0 \| 0 \| 0 \| 0 \| 2 \| 0 \| 0 \| 0 \| 2 \| 5 \| 0 \| \| Navegantes del Magallanes \| 2 \| 0 \| 2 \| 0 \| 0 \| 0 \| 0 \| 0 \| X \| 4 \| 9 \| 0 \|LG: César Jiménez (1-0). LP: Edgar Torres (0-1). SV: Bruce Rondón (1). HRs: MAG – Cade Gotta (1), Pablo Sandoval (1). Umpires: HP: Jonathan Parra. 1B: Jorge Terán. 2B: Emil Jiménez. 3B: Robert Moreno. LF: Gabriel Alfonso. RF: David Arrieta. Duración: 3h 11m |                           |         |                       |                                       |                                |   |   |   |   |   |   |   |
| Equipo | 1                         | 2       | 3                     | 4                                     | 5                              | 6 | 7 | 8 | 9 | C | H | E |
| Caribes de Anzoátegui | 0                         | 0       | 0                     | 0                                     | 0                              | 2 | 0 | 0 | 0 | 2 | 5 | 0 |
| Navegantes del Magallanes | 2                         | 0       | 2                     | 0                                     | 0                              | 0 | 0 | 0 | X | 4 | 9 | 0 |

| Equipo                    | 1 | 2 | 3 | 4 | 5 | 6 | 7 | 8 | 9 | C | H | E |
| ------------------------- | - | - | - | - | - | - | - | - | - | - | - | - |
| Caribes de Anzoátegui     | 0 | 0 | 0 | 0 | 0 | 2 | 0 | 0 | 0 | 2 | 5 | 0 |
| Navegantes del Magallanes | 2 | 0 | 2 | 0 | 0 | 0 | 0 | 0 | X | 4 | 9 | 0 |

| Partido 4, 22 de enero, 06:00 p. m. EST (UTC-4) | Navegantes del Magallanes | 10 – 9  | Caribes de Anzoátegui | Estadio José Bernardo Pérez, Valencia |                                |   |   |   |   |    |    |   |
| |                           | Reporte |                       | Asistencia: 7.605 espectadores        | Asistencia: 7.605 espectadores |   |   |   |   |    |    |   |
| Detalle \| Equipo \| 1 \| 2 \| 3 \| 4 \| 5 \| 6 \| 7 \| 8 \| 9 \| C \| H \| E \| \| ------------------------- \| - \| - \| - \| - \| - \| - \| - \| - \| - \| -- \| -- \| - \| \| Caribes de Anzoátegui \| 2 \| 0 \| 3 \| 0 \| 1 \| 3 \| 0 \| 0 \| 0 \| 9 \| 10 \| 2 \| \| Navegantes del Magallanes \| 0 \| 0 \| 4 \| 3 \| 0 \| 0 \| 0 \| 3 \| X \| 10 \| 12 \| 2 \|LG: Anthony Vizcaya (1-1). LP: Silvino Bracho (0-1). SV: Bruce Rondón (2). HRs: ANZ – Niuman Romero (1), Willians Astudillo (4), Asdrúbal Cabrera (2). MAG – Ángel Reyes (2). Umpires: HP: José Navas. 1B: Emil Jiménez. 2B: Robert Moreno. 3B: Gabriel Alfonso. LF: David Arrieta. RF: Jhonatan Biarreta. Duración: 4h 10m |                           |         |                       |                                       |                                |   |   |   |   |    |    |   |
| Equipo | 1                         | 2       | 3                     | 4                                     | 5                              | 6 | 7 | 8 | 9 | C  | H  | E |
| Caribes de Anzoátegui | 2                         | 0       | 3                     | 0                                     | 1                              | 3 | 0 | 0 | 0 | 9  | 10 | 2 |
| Navegantes del Magallanes | 0                         | 0       | 4                     | 3                                     | 0                              | 0 | 0 | 3 | X | 10 | 12 | 2 |

| Equipo                    | 1 | 2 | 3 | 4 | 5 | 6 | 7 | 8 | 9 | C  | H  | E |
| ------------------------- | - | - | - | - | - | - | - | - | - | -- | -- | - |
| Caribes de Anzoátegui     | 2 | 0 | 3 | 0 | 1 | 3 | 0 | 0 | 0 | 9  | 10 | 2 |
| Navegantes del Magallanes | 0 | 0 | 4 | 3 | 0 | 0 | 0 | 3 | X | 10 | 12 | 2 |

| Partido 5, 23 de enero, 06:00 p. m. EST (UTC-4) | Navegantes del Magallanes | 10 – 15 | Caribes de Anzoátegui | Estadio José Bernardo Pérez, Valencia |                                |   |   |   |   |    |    |   |
| |                           | Reporte |                       | Asistencia: 9.300 espectadores        | Asistencia: 9.300 espectadores |   |   |   |   |    |    |   |
| Detalle \| Equipo \| 1 \| 2 \| 3 \| 4 \| 5 \| 6 \| 7 \| 8 \| 9 \| C \| H \| E \| \| ------------------------- \| - \| - \| - \| - \| - \| - \| - \| - \| - \| -- \| -- \| - \| \| Caribes de Anzoátegui \| 2 \| 4 \| 4 \| 0 \| 0 \| 0 \| 2 \| 3 \| 0 \| 15 \| 20 \| 2 \| \| Navegantes del Magallanes \| 0 \| 3 \| 0 \| 0 \| 0 \| 5 \| 0 \| 0 \| 2 \| 10 \| 11 \| 0 \|LG: Yohan Pino (1-0). LP: Junior Guerra (0-1). HRs: ANZ – Luis Sardiñas (1), Balbino Fuenmayor (1). MAG – Carlos Pérez (1), Pablo Sandoval (2). Umpires: HP: Jorge Terán. 1B: David Arrieta. 2B: Jhonatan Biarreta. 3B: Robert Moreno. LF: Emil Jiménez. RF: Gabriel Alfonso. Duración: 4h 37m |                           |         |                       |                                       |                                |   |   |   |   |    |    |   |
| Equipo | 1                         | 2       | 3                     | 4                                     | 5                              | 6 | 7 | 8 | 9 | C  | H  | E |
| Caribes de Anzoátegui | 2                         | 4       | 4                     | 0                                     | 0                              | 0 | 2 | 3 | 0 | 15 | 20 | 2 |
| Navegantes del Magallanes | 0                         | 3       | 0                     | 0                                     | 0                              | 5 | 0 | 0 | 2 | 10 | 11 | 0 |

| Equipo                    | 1 | 2 | 3 | 4 | 5 | 6 | 7 | 8 | 9 | C  | H  | E |
| ------------------------- | - | - | - | - | - | - | - | - | - | -- | -- | - |
| Caribes de Anzoátegui     | 2 | 4 | 4 | 0 | 0 | 0 | 2 | 3 | 0 | 15 | 20 | 2 |
| Navegantes del Magallanes | 0 | 3 | 0 | 0 | 0 | 5 | 0 | 0 | 2 | 10 | 11 | 0 |

| Partido 6, 24 de enero, 07:00 p. m. EST (UTC-4) | Caribes de Anzoátegui | 0 – 6   | Navegantes del Magallanes | Estadio Alfonso “Chico” Carrasquel, Puerto La Cruz |                                |   |   |   |   |   |   |   |
| |                       | Reporte |                           | Asistencia: 8.937 espectadores                     | Asistencia: 8.937 espectadores |   |   |   |   |   |   |   |
| Detalle \| Equipo \| 1 \| 2 \| 3 \| 4 \| 5 \| 6 \| 7 \| 8 \| 9 \| C \| H \| E \| \| ------------------------- \| - \| - \| - \| - \| - \| - \| - \| - \| - \| - \| - \| - \| \| Navegantes del Magallanes \| 0 \| 0 \| 0 \| 2 \| 1 \| 2 \| 0 \| 0 \| 1 \| 6 \| 7 \| 1 \| \| Caribes de Anzoátegui \| 0 \| 0 \| 0 \| 0 \| 0 \| 0 \| 0 \| 0 \| 0 \| 0 \| 2 \| 2 \|LG: Yohander Mendez (1-0). LP: Henry Centeno (0-1). Umpires: HP: Jonathan Parra. 1B: Robert Moreno. 2B: Emil Jiménez. 3B: José Navas. LF: Gabriel Alfonso. RF: Jhonatan Biarreta. Duración: 4h 21m |                       |         |                           |                                                    |                                |   |   |   |   |   |   |   |
| Equipo | 1                     | 2       | 3                         | 4                                                  | 5                              | 6 | 7 | 8 | 9 | C | H | E |
| Navegantes del Magallanes | 0                     | 0       | 0                         | 2                                                  | 1                              | 2 | 0 | 0 | 1 | 6 | 7 | 1 |
| Caribes de Anzoátegui | 0                     | 0       | 0                         | 0                                                  | 0                              | 0 | 0 | 0 | 0 | 0 | 2 | 2 |

| Equipo                    | 1 | 2 | 3 | 4 | 5 | 6 | 7 | 8 | 9 | C | H | E |
| ------------------------- | - | - | - | - | - | - | - | - | - | - | - | - |
| Navegantes del Magallanes | 0 | 0 | 0 | 2 | 1 | 2 | 0 | 0 | 1 | 6 | 7 | 1 |
| Caribes de Anzoátegui     | 0 | 0 | 0 | 0 | 0 | 0 | 0 | 0 | 0 | 0 | 2 | 2 |

| Partido 7, 25 de enero, 07:00 p. m. EST (UTC-4) | Caribes de Anzoátegui | 2 – 3   | Navegantes del Magallanes | Estadio Alfonso “Chico” Carrasquel, Puerto La Cruz |                                |   |   |   |   |   |   |   |
| |                       | Reporte |                           | Asistencia: 9.939 espectadores                     | Asistencia: 9.939 espectadores |   |   |   |   |   |   |   |
| Detalle \| Equipo \| 1 \| 2 \| 3 \| 4 \| 5 \| 6 \| 7 \| 8 \| 9 \| C \| H \| E \| \| ------------------------- \| - \| - \| - \| - \| - \| - \| - \| - \| - \| - \| - \| - \| \| Navegantes del Magallanes \| 0 \| 0 \| 0 \| 1 \| 1 \| 0 \| 0 \| 1 \| 0 \| 3 \| 9 \| 1 \| \| Caribes de Anzoátegui \| 0 \| 1 \| 0 \| 0 \| 1 \| 0 \| 0 \| 0 \| 0 \| 2 \| 6 \| 2 \|LG: Anthony Vizcaya (2-1). LP: Yohan Pino (1-1). SV: Bruce Rondón (3). HRs: MAG – Cade Gotta (2), Ángel Reyes (3). Umpires: HP: David Arrieta. 1B: Emil Jiménez. 2B: José Navas. 3B: Jorge Terán. LF: Jonathan Parra. RF: Robert Moreno. Duración: 3h 43m |                       |         |                           |                                                    |                                |   |   |   |   |   |   |   |
| Equipo | 1                     | 2       | 3                         | 4                                                  | 5                              | 6 | 7 | 8 | 9 | C | H | E |
| Navegantes del Magallanes | 0                     | 0       | 0                         | 1                                                  | 1                              | 0 | 0 | 1 | 0 | 3 | 9 | 1 |
| Caribes de Anzoátegui | 0                     | 1       | 0                         | 0                                                  | 1                              | 0 | 0 | 0 | 0 | 2 | 6 | 2 |

| Equipo                    | 1 | 2 | 3 | 4 | 5 | 6 | 7 | 8 | 9 | C | H | E |
| ------------------------- | - | - | - | - | - | - | - | - | - | - | - | - |
| Navegantes del Magallanes | 0 | 0 | 0 | 1 | 1 | 0 | 0 | 1 | 0 | 3 | 9 | 1 |
| Caribes de Anzoátegui     | 0 | 1 | 0 | 0 | 1 | 0 | 0 | 0 | 0 | 2 | 6 | 2 |

| Partido 1, 18 de enero, 07:00 p. m. EST (UTC-4) | Caribes de Anzoátegui | 6 – 5   | Navegantes del Magallanes | Estadio Alfonso “Chico” Carrasquel, Puerto La Cruz |                                |   |   |   |   |   |   |   |
| |                       | Reporte |                           | Asistencia: 5.602 espectadores                     | Asistencia: 5.602 espectadores |   |   |   |   |   |   |   |
| Detalle \| Equipo \| 1 \| 2 \| 3 \| 4 \| 5 \| 6 \| 7 \| 8 \| 9 \| C \| H \| E \| \| ------------------------- \| - \| - \| - \| - \| - \| - \| - \| - \| - \| - \| - \| - \| \| Navegantes del Magallanes \| 1 \| 0 \| 0 \| 2 \| 0 \| 0 \| 1 \| 1 \| 0 \| 5 \| 7 \| 0 \| \| Caribes de Anzoátegui \| 0 \| 0 \| 0 \| 1 \| 0 \| 3 \| 0 \| 2 \| X \| 6 \| 7 \| 0 \|LG: Lester Oliveros (1-0). LP: Anthony Vizcaya (0-1). SV: Silvino Bracho (1). HRs: MAG – Ángel Reyes (1). ANZ – Willians Astudillo (1), Asdrúbal Cabrera (1). Umpires: HP: David Arrieta. 1B: Jonathan Parra. 2B: José Navas. 3B: Jorge Terán. LF: Emil Jiménez. RF: Robert Moreno. Duración: 4h 07m |                       |         |                           |                                                    |                                |   |   |   |   |   |   |   |
| Equipo | 1                     | 2       | 3                         | 4                                                  | 5                              | 6 | 7 | 8 | 9 | C | H | E |
| Navegantes del Magallanes | 1                     | 0       | 0                         | 2                                                  | 0                              | 0 | 1 | 1 | 0 | 5 | 7 | 0 |
| Caribes de Anzoátegui | 0                     | 0       | 0                         | 1                                                  | 0                              | 3 | 0 | 2 | X | 6 | 7 | 0 |

| Equipo                    | 1 | 2 | 3 | 4 | 5 | 6 | 7 | 8 | 9 | C | H | E |
| ------------------------- | - | - | - | - | - | - | - | - | - | - | - | - |
| Navegantes del Magallanes | 1 | 0 | 0 | 2 | 0 | 0 | 1 | 1 | 0 | 5 | 7 | 0 |
| Caribes de Anzoátegui     | 0 | 0 | 0 | 1 | 0 | 3 | 0 | 2 | X | 6 | 7 | 0 |

| Partido 2, 19 de enero, 07:00 p. m. EST (UTC-4) | Caribes de Anzoátegui | 5 – 4   | Navegantes del Magallanes | Estadio Alfonso “Chico” Carrasquel, Puerto La Cruz |                                |   |   |   |   |   |   |   |
| |                       | Reporte |                           | Asistencia: 7.308 espectadores                     | Asistencia: 7.308 espectadores |   |   |   |   |   |   |   |
| Detalle \| Equipo \| 1 \| 2 \| 3 \| 4 \| 5 \| 6 \| 7 \| 8 \| 9 \| C \| H \| E \| \| ------------------------- \| - \| - \| - \| - \| - \| - \| - \| - \| - \| - \| - \| - \| \| Navegantes del Magallanes \| 0 \| 2 \| 0 \| 1 \| 0 \| 1 \| 0 \| 0 \| 0 \| 4 \| 8 \| 0 \| \| Caribes de Anzoátegui \| 0 \| 0 \| 2 \| 0 \| 2 \| 0 \| 1 \| 0 \| X \| 5 \| 9 \| 0 \|LG: Esteban Haro (1-0). LP: Wiliking Rodríguez (0-1). SV: Silvino Bracho (2). HRs: ANZ – Willians Astudillo (2), Víctor Reyes (1). Umpires: HP: Jhonatan Biarreta. 1B: José Navas. 2B: Jorge Terán. 3B: Emil Jiménez. LF: Robert Moreno. RF: Gabriel Alfonso. Duración: 4h 33m |                       |         |                           |                                                    |                                |   |   |   |   |   |   |   |
| Equipo | 1                     | 2       | 3                         | 4                                                  | 5                              | 6 | 7 | 8 | 9 | C | H | E |
| Navegantes del Magallanes | 0                     | 2       | 0                         | 1                                                  | 0                              | 1 | 0 | 0 | 0 | 4 | 8 | 0 |
| Caribes de Anzoátegui | 0                     | 0       | 2                         | 0                                                  | 2                              | 0 | 1 | 0 | X | 5 | 9 | 0 |

| Equipo                    | 1 | 2 | 3 | 4 | 5 | 6 | 7 | 8 | 9 | C | H | E |
| ------------------------- | - | - | - | - | - | - | - | - | - | - | - | - |
| Navegantes del Magallanes | 0 | 2 | 0 | 1 | 0 | 1 | 0 | 0 | 0 | 4 | 8 | 0 |
| Caribes de Anzoátegui     | 0 | 0 | 2 | 0 | 2 | 0 | 1 | 0 | X | 5 | 9 | 0 |

| Partido 3, 20 de enero, 07:00 p. m. EST (UTC-4) | Navegantes del Magallanes | 4 – 2   | Caribes de Anzoátegui | Estadio José Bernardo Pérez, Valencia |                                |   |   |   |   |   |   |   |
| |                           | Reporte |                       | Asistencia: 5.112 espectadores        | Asistencia: 5.112 espectadores |   |   |   |   |   |   |   |
| Detalle \| Equipo \| 1 \| 2 \| 3 \| 4 \| 5 \| 6 \| 7 \| 8 \| 9 \| C \| H \| E \| \| ------------------------- \| - \| - \| - \| - \| - \| - \| - \| - \| - \| - \| - \| - \| \| Caribes de Anzoátegui \| 0 \| 0 \| 0 \| 0 \| 0 \| 2 \| 0 \| 0 \| 0 \| 2 \| 5 \| 0 \| \| Navegantes del Magallanes \| 2 \| 0 \| 2 \| 0 \| 0 \| 0 \| 0 \| 0 \| X \| 4 \| 9 \| 0 \|LG: César Jiménez (1-0). LP: Edgar Torres (0-1). SV: Bruce Rondón (1). HRs: MAG – Cade Gotta (1), Pablo Sandoval (1). Umpires: HP: Jonathan Parra. 1B: Jorge Terán. 2B: Emil Jiménez. 3B: Robert Moreno. LF: Gabriel Alfonso. RF: David Arrieta. Duración: 3h 11m |                           |         |                       |                                       |                                |   |   |   |   |   |   |   |
| Equipo | 1                         | 2       | 3                     | 4                                     | 5                              | 6 | 7 | 8 | 9 | C | H | E |
| Caribes de Anzoátegui | 0                         | 0       | 0                     | 0                                     | 0                              | 2 | 0 | 0 | 0 | 2 | 5 | 0 |
| Navegantes del Magallanes | 2                         | 0       | 2                     | 0                                     | 0                              | 0 | 0 | 0 | X | 4 | 9 | 0 |

| Equipo                    | 1 | 2 | 3 | 4 | 5 | 6 | 7 | 8 | 9 | C | H | E |
| ------------------------- | - | - | - | - | - | - | - | - | - | - | - | - |
| Caribes de Anzoátegui     | 0 | 0 | 0 | 0 | 0 | 2 | 0 | 0 | 0 | 2 | 5 | 0 |
| Navegantes del Magallanes | 2 | 0 | 2 | 0 | 0 | 0 | 0 | 0 | X | 4 | 9 | 0 |

| Partido 4, 22 de enero, 06:00 p. m. EST (UTC-4) | Navegantes del Magallanes | 10 – 9  | Caribes de Anzoátegui | Estadio José Bernardo Pérez, Valencia |                                |   |   |   |   |    |    |   |
| |                           | Reporte |                       | Asistencia: 7.605 espectadores        | Asistencia: 7.605 espectadores |   |   |   |   |    |    |   |
| Detalle \| Equipo \| 1 \| 2 \| 3 \| 4 \| 5 \| 6 \| 7 \| 8 \| 9 \| C \| H \| E \| \| ------------------------- \| - \| - \| - \| - \| - \| - \| - \| - \| - \| -- \| -- \| - \| \| Caribes de Anzoátegui \| 2 \| 0 \| 3 \| 0 \| 1 \| 3 \| 0 \| 0 \| 0 \| 9 \| 10 \| 2 \| \| Navegantes del Magallanes \| 0 \| 0 \| 4 \| 3 \| 0 \| 0 \| 0 \| 3 \| X \| 10 \| 12 \| 2 \|LG: Anthony Vizcaya (1-1). LP: Silvino Bracho (0-1). SV: Bruce Rondón (2). HRs: ANZ – Niuman Romero (1), Willians Astudillo (4), Asdrúbal Cabrera (2). MAG – Ángel Reyes (2). Umpires: HP: José Navas. 1B: Emil Jiménez. 2B: Robert Moreno. 3B: Gabriel Alfonso. LF: David Arrieta. RF: Jhonatan Biarreta. Duración: 4h 10m |                           |         |                       |                                       |                                |   |   |   |   |    |    |   |
| Equipo | 1                         | 2       | 3                     | 4                                     | 5                              | 6 | 7 | 8 | 9 | C  | H  | E |
| Caribes de Anzoátegui | 2                         | 0       | 3                     | 0                                     | 1                              | 3 | 0 | 0 | 0 | 9  | 10 | 2 |
| Navegantes del Magallanes | 0                         | 0       | 4                     | 3                                     | 0                              | 0 | 0 | 3 | X | 10 | 12 | 2 |

| Equipo                    | 1 | 2 | 3 | 4 | 5 | 6 | 7 | 8 | 9 | C  | H  | E |
| ------------------------- | - | - | - | - | - | - | - | - | - | -- | -- | - |
| Caribes de Anzoátegui     | 2 | 0 | 3 | 0 | 1 | 3 | 0 | 0 | 0 | 9  | 10 | 2 |
| Navegantes del Magallanes | 0 | 0 | 4 | 3 | 0 | 0 | 0 | 3 | X | 10 | 12 | 2 |

| Partido 5, 23 de enero, 06:00 p. m. EST (UTC-4) | Navegantes del Magallanes | 10 – 15 | Caribes de Anzoátegui | Estadio José Bernardo Pérez, Valencia |                                |   |   |   |   |    |    |   |
| |                           | Reporte |                       | Asistencia: 9.300 espectadores        | Asistencia: 9.300 espectadores |   |   |   |   |    |    |   |
| Detalle \| Equipo \| 1 \| 2 \| 3 \| 4 \| 5 \| 6 \| 7 \| 8 \| 9 \| C \| H \| E \| \| ------------------------- \| - \| - \| - \| - \| - \| - \| - \| - \| - \| -- \| -- \| - \| \| Caribes de Anzoátegui \| 2 \| 4 \| 4 \| 0 \| 0 \| 0 \| 2 \| 3 \| 0 \| 15 \| 20 \| 2 \| \| Navegantes del Magallanes \| 0 \| 3 \| 0 \| 0 \| 0 \| 5 \| 0 \| 0 \| 2 \| 10 \| 11 \| 0 \|LG: Yohan Pino (1-0). LP: Junior Guerra (0-1). HRs: ANZ – Luis Sardiñas (1), Balbino Fuenmayor (1). MAG – Carlos Pérez (1), Pablo Sandoval (2). Umpires: HP: Jorge Terán. 1B: David Arrieta. 2B: Jhonatan Biarreta. 3B: Robert Moreno. LF: Emil Jiménez. RF: Gabriel Alfonso. Duración: 4h 37m |                           |         |                       |                                       |                                |   |   |   |   |    |    |   |
| Equipo | 1                         | 2       | 3                     | 4                                     | 5                              | 6 | 7 | 8 | 9 | C  | H  | E |
| Caribes de Anzoátegui | 2                         | 4       | 4                     | 0                                     | 0                              | 0 | 2 | 3 | 0 | 15 | 20 | 2 |
| Navegantes del Magallanes | 0                         | 3       | 0                     | 0                                     | 0                              | 5 | 0 | 0 | 2 | 10 | 11 | 0 |

| Equipo                    | 1 | 2 | 3 | 4 | 5 | 6 | 7 | 8 | 9 | C  | H  | E |
| ------------------------- | - | - | - | - | - | - | - | - | - | -- | -- | - |
| Caribes de Anzoátegui     | 2 | 4 | 4 | 0 | 0 | 0 | 2 | 3 | 0 | 15 | 20 | 2 |
| Navegantes del Magallanes | 0 | 3 | 0 | 0 | 0 | 5 | 0 | 0 | 2 | 10 | 11 | 0 |

| Partido 6, 24 de enero, 07:00 p. m. EST (UTC-4) | Caribes de Anzoátegui | 0 – 6   | Navegantes del Magallanes | Estadio Alfonso “Chico” Carrasquel, Puerto La Cruz |                                |   |   |   |   |   |   |   |
| |                       | Reporte |                           | Asistencia: 8.937 espectadores                     | Asistencia: 8.937 espectadores |   |   |   |   |   |   |   |
| Detalle \| Equipo \| 1 \| 2 \| 3 \| 4 \| 5 \| 6 \| 7 \| 8 \| 9 \| C \| H \| E \| \| ------------------------- \| - \| - \| - \| - \| - \| - \| - \| - \| - \| - \| - \| - \| \| Navegantes del Magallanes \| 0 \| 0 \| 0 \| 2 \| 1 \| 2 \| 0 \| 0 \| 1 \| 6 \| 7 \| 1 \| \| Caribes de Anzoátegui \| 0 \| 0 \| 0 \| 0 \| 0 \| 0 \| 0 \| 0 \| 0 \| 0 \| 2 \| 2 \|LG: Yohander Mendez (1-0). LP: Henry Centeno (0-1). Umpires: HP: Jonathan Parra. 1B: Robert Moreno. 2B: Emil Jiménez. 3B: José Navas. LF: Gabriel Alfonso. RF: Jhonatan Biarreta. Duración: 4h 21m |                       |         |                           |                                                    |                                |   |   |   |   |   |   |   |
| Equipo | 1                     | 2       | 3                         | 4                                                  | 5                              | 6 | 7 | 8 | 9 | C | H | E |
| Navegantes del Magallanes | 0                     | 0       | 0                         | 2                                                  | 1                              | 2 | 0 | 0 | 1 | 6 | 7 | 1 |
| Caribes de Anzoátegui | 0                     | 0       | 0                         | 0                                                  | 0                              | 0 | 0 | 0 | 0 | 0 | 2 | 2 |

| Equipo                    | 1 | 2 | 3 | 4 | 5 | 6 | 7 | 8 | 9 | C | H | E |
| ------------------------- | - | - | - | - | - | - | - | - | - | - | - | - |
| Navegantes del Magallanes | 0 | 0 | 0 | 2 | 1 | 2 | 0 | 0 | 1 | 6 | 7 | 1 |
| Caribes de Anzoátegui     | 0 | 0 | 0 | 0 | 0 | 0 | 0 | 0 | 0 | 0 | 2 | 2 |

| Partido 7, 25 de enero, 07:00 p. m. EST (UTC-4) | Caribes de Anzoátegui | 2 – 3   | Navegantes del Magallanes | Estadio Alfonso “Chico” Carrasquel, Puerto La Cruz |                                |   |   |   |   |   |   |   |
| |                       | Reporte |                           | Asistencia: 9.939 espectadores                     | Asistencia: 9.939 espectadores |   |   |   |   |   |   |   |
| Detalle \| Equipo \| 1 \| 2 \| 3 \| 4 \| 5 \| 6 \| 7 \| 8 \| 9 \| C \| H \| E \| \| ------------------------- \| - \| - \| - \| - \| - \| - \| - \| - \| - \| - \| - \| - \| \| Navegantes del Magallanes \| 0 \| 0 \| 0 \| 1 \| 1 \| 0 \| 0 \| 1 \| 0 \| 3 \| 9 \| 1 \| \| Caribes de Anzoátegui \| 0 \| 1 \| 0 \| 0 \| 1 \| 0 \| 0 \| 0 \| 0 \| 2 \| 6 \| 2 \|LG: Anthony Vizcaya (2-1). LP: Yohan Pino (1-1). SV: Bruce Rondón (3). HRs: MAG – Cade Gotta (2), Ángel Reyes (3). Umpires: HP: David Arrieta. 1B: Emil Jiménez. 2B: José Navas. 3B: Jorge Terán. LF: Jonathan Parra. RF: Robert Moreno. Duración: 3h 43m |                       |         |                           |                                                    |                                |   |   |   |   |   |   |   |
| Equipo | 1                     | 2       | 3                         | 4                                                  | 5                              | 6 | 7 | 8 | 9 | C | H | E |
| Navegantes del Magallanes | 0                     | 0       | 0                         | 1                                                  | 1                              | 0 | 0 | 1 | 0 | 3 | 9 | 1 |
| Caribes de Anzoátegui | 0                     | 1       | 0                         | 0                                                  | 1                              | 0 | 0 | 0 | 0 | 2 | 6 | 2 |

| Equipo                    | 1 | 2 | 3 | 4 | 5 | 6 | 7 | 8 | 9 | C | H | E |
| ------------------------- | - | - | - | - | - | - | - | - | - | - | - | - |
| Navegantes del Magallanes | 0 | 0 | 0 | 1 | 1 | 0 | 0 | 1 | 0 | 3 | 9 | 1 |
| Caribes de Anzoátegui     | 0 | 1 | 0 | 0 | 1 | 0 | 0 | 0 | 0 | 2 | 6 | 2 |

|                                                |
| Campeón Navegantes del Magallanes 13. ° título |

## Líderes

### Temporada regular
Actualizado al 23 de diciembre de 2021.
| Stat | Jugador           | Equipo | Total |
| ---- | ----------------- | ------ | ----- |
| VB   | Carlos Tocci      | ARA    | 218   |
| AVG  | Ramón Flores      | MAR    | 416   |
| 2B   | Alexi Amarista    | ARA    | 20    |
| 3B   | Osleivis Basabe   | ZUL    | 7     |
| HR   | Nellie Rodríguez  | MAG    | 14    |
| CI   | Balbino Fuenmayor | ANZ    | 53    |
| CA   | Niuman Romero     | ANZ    | 49    |
| H    | Carlos Tocci      | ARA    | 74    |
| BR   | Cade Gotta        | MAG    | 10    |
| SO   | Nellie Rodríguez  | MAG    | 56    |

| Stat | Jugador          | Equipo | Total |
| ---- | ---------------- | ------ | ----- |
| V    | Jackson Stephens | LAR    | 6     |
| D    | Junior Guerra    | LAG    | 5     |
| EFE. | Jackson Stephens | LAR    | 1.86  |
| SO   | Elih Villanueva  | ARA    | 45    |
| IL   | Henry Centeno    | MAR    | 62.2  |
| SV   | Bruce Rondón     | MAG    | 12    |
| HLD  | Anthony Vizcaya  | MAG    | 13    |
| WHIP | Jheyson Manzueta | ANZ    | 1.69  |

### Round Robin
Actualizado al 16 de enero de 2022.
| Stat | Jugador           | Equipo | Total |
| ---- | ----------------- | ------ | ----- |
| VB   | Alberto González  | MAG    | 74    |
| AVG  | Gorkys Hernández  | LAR    | 431   |
| 2B   | Gorkys Hernández  | LAR    | 5     |
| 3B   | Rafael Ortega     | ANZ    | 2     |
| HR   | Balbino Fuenmayor | ANZ    | 5     |
| CI   | Ildemaro Vargas   | LAR    | 19    |
| CA   | Cade Gotta        | MAG    | 18    |
| H    | Gorkys Hernández  | LAR    | 25    |
| BR   | Cade Gotta        | MAG    | 6     |
| SO   | Nellie Rodríguez  | MAG    | 14    |

| Stat | Jugador         | Equipo | Total |
| ---- | --------------- | ------ | ----- |
| V    | Rafael Pineda   | ANZ    | 3     |
| D    | Henry Centeno   | ANZ    | 2     |
| EFE. | Yohander Mendez | MAG    | 1.10  |
| SO   | Vicente Campos  | LAR    | 18    |
| IL   | Junior Guerra   | MAG    | 23.0  |
| SV   | Bruce Rondón    | MAG    | 4     |
| HLD  | Iván Medina     | ANZ    | 5     |
| WHIP | Yoimer Camacho  | CAR    | 1.96  |

## Draft
La escogencia del draft solo se efectuó después de haberse determinado los clasificados a la postemporada y de acuerdo a las condiciones del campeonato.

### Round Robin
Para la Ronda Semifinal o Todos contra Todos, se asignaron a los equipos, números del uno (1) al cinco (5), de acuerdo al orden en que hayan quedado en la temporada regular y escogieron sucesivamente del primero al quinto, un (1) jugador por equipo para la adición y uno (1) para la sustitución.

#### Adiciones
| Pick | Equipo                    | Jugador          | Pos. | Procedencia            |
| ---- | ------------------------- | ---------------- | ---- | ---------------------- |
| 1    | Navegantes del Magallanes | Junior Guerra    | P    | Tiburones de La Guaira |
| 2    | Cardenales de Lara        | Ramón Flores     | RF   | Bravos de Margarita    |
| 3    | Leones del Caracas        | Silvino Bracho   | P    | Águilas del Zulia      |
| 4    | Tigres de Aragua          | Jorgan Cavaneiro | P    | Tiburones de La Guaira |
| 5    | Caribes de Anzoátegui     | Henry Centeno    | P    | Bravos de Margarita    |

#### Sustituciones
| Pick | Equipo                    | Jugador                  | Pos. | Procedencia            | Toma el lugar de | Pos. |
| ---- | ------------------------- | ------------------------ | ---- | ---------------------- | ---------------- | ---- |
| 1    | Navegantes del Magallanes | Ángel Reyes              | LF   | Águilas del Zulia      | Jorge Martínez   | P    |
| 2    | Cardenales de Lara        | Alí Castillo             | 3B   | Águilas del Zulia      | Mike Broadway    | P    |
| 3    | Leones del Caracas        | Danny Rondón             | P    | Águilas del Zulia      | Jefry Valdez     | P    |
| 4    | Tigres de Aragua          | José “Cafecito” Martínez | RF   | Tiburones de La Guaira | Nelson González  | P    |
| 5    | Caribes de Anzoátegui     | Yohan Pino               | P    | Bravos de Margarita    | José Domínguez   | P    |

### Serie Final
Los equipos que clasificaron a la serie final, si no lo han hecho antes, pueden completar los cupos faltantes que no hubiesen llenado de las listas oficiales entregadas por los equipos eliminados.

#### Adiciones
| Pick | Equipo                    | Jugador              | Pos. | Procedencia        |
| ---- | ------------------------- | -------------------- | ---- | ------------------ |
| 1    | Caribes de Anzoátegui     | Silvino Bracho (ZUL) | P    | Leones del Caracas |
| 2    | Navegantes del Magallanes | César Jiménez        | P    | Tigres de Aragua   |

## Premios y honores
| Semana | Jugador            | Equipo |
| ------ | ------------------ | ------ |
| 1      | Jermaine Palacios  | LAR    |
| 2      | Wilfredo Tovar     | CAR    |
| 3      | Juan Fernández     | LAG    |
| 4      | Tomás Telis        | ANZ    |
| 5      | Niuman Romero      | ANZ    |
| 6      | Alexi Amarista     | ARA    |
| 7      | Balbino Fuemanyor  | ANZ    |
| 8      | Víctor Reyes       | ANZ    |
| 8      | Carlos Pérez       | MAR    |
| 9      | Ángel Reyes        | ZUL    |
| 10     | Luis Castro        | MAR    |
| RR     | Willians Astudillo | ANZ    |
| FIN    | Cade Gotta         | MAG    |

| Designación         | Jugador           | Equipo |
| ------------------- | ----------------- | ------ |
| Productor del Año   | Niuman Romero     | ANZ    |
| Cerrador del Año    | Bruce Rondón      | MAG    |
| Setup del Año       | Anthony Vizcaya   | MAG    |
| Regreso del Año     | Balbino Fuenmayor | ANZ    |
| Pitcher del Año     | Jackson Stephens  | LAR    |
| Novato del Año      | Jermaine Palacios | LAR    |
| Manager del Año     | Wilfredo Romero   | MAG    |
| Jugador Más Valioso | Balbino Fuenmayor | ANZ    |